# Rynárec
Rynárec település Csehországban, a Pelhřimovi járásban. Rynárec Mezná, Vokov, Čelistná, Libkova Voda, Zajíčkov, Pelhřimov és Pavlov településekkel határos. Lakosainak száma 660 fő (2024. január 1.).

## Népesség
A település lakosságának változását az alábbi diagram mutatja:
| Lakosok száma | 414  | 410  | 486  | 384  | 488  | 566  | 605  | 608  | 635  | 660  |
|               | 1869 | 1900 | 1921 | 1961 | 1980 | 2011 | 2016 | 2019 | 2021 | 2024 |